# Alan Averill
Alan Averill (ur. 26 sierpnia 1975), znany również jako Nemtheanga – irlandzki muzyk, kompozytor, wokalista, autor tekstów i instrumentalista. Ukończył dziennikarstwo na Uniwersytecie w Dublinie. Alan Averill znany jest przede wszystkim z wieloletnich występów w blackmetalowej grupie muzycznej Primordial, której jest członkiem od 1991 roku. W międzyczasie tworzył także w ramach krótkotrwałego projektu Perdition. W latach 2002-2009 był członkiem doom metalowego zespołu Void of Silence. Od 2010 roku występuje w death-blackmetalowym zespole Blood Revolt. Gościnnie wystąpił ponadto na płytach takich zespołów jak: Desaster, Eluveitie, Marduk i Rotting Christ.
Poza działalnością artystyczną Alan Averill prowadzi wytwórnię płytową Poison Tongue.

## Filmografia
- Black Metal: A Documentary (2007, film dokumentalny, reżyseria: Bill Zebub)
- Pagan Metal: A Documentary (2009, film dokumentalny, reżyseria: Bill Zebub)
- Black Metal: The Music of Satan (2011, film dokumentalny, reżyseria: Bill Zebub)